# 35e congrès fédéral du Parti socialiste ouvrier espagnol
Le XXXVe congrès fédéral du Parti socialiste ouvrier espagnol (en espagnol : XXXV Congreso Federal del Partido Socialista Obrero Español) est un congrès du Parti socialiste ouvrier espagnol (PSOE), organisé du 21 au 23 juillet 2000 afin d'élire le secrétaire général, la commission exécutive et d'adopter la motion d'orientation politique et les nouveaux statuts.
Le conclave se tient quelques mois après la défaite du PSOE aux élections générales qui a entraîné la démission du secrétaire général Joaquín Almunia et la formation d'une direction provisoire sous la présidence de Manuel Chaves. Le député José Luis Rodríguez Zapatero est élu à la tête du parti avec seulement neuf voix d'avance sur le « baron » José Bono. Il constitue ensuite une direction de consensus largement approuvée par les délégués.

## Contexte
Lors des élections générales du 12 mars 2000, le Parti socialiste remporte à cette époque son plus mauvais résultat depuis 1977 tandis que le Parti populaire de José María Aznar conquiert une majorité absolue en sièges. Le soir même, le secrétaire général Joaquín Almunia annonce sa démission « de manière irrévocable ».
Dix jours après le scrutin, le comité fédéral du PSOE met en place une direction provisoire présidée par le président de la Junte d'Andalousie Manuel Chaves, composée de 14 autres membres et issue d'un accord entre les « barons » — principaux dirigeants territoriaux — du parti, sauf le président d'Estrémadure Juan Carlos Rodríguez Ibarra. Par 117 voix contre 35, le comité convoque le XXXVe congrès en format ordinaire, soit dans un délai de quatre mois, et non de quarante jours en cas de convocation extraordinaire.

## Candidats au secrétariat général
| Candidat | Candidat | Candidat                              | Fonction politique récente                                                                |
| -------- | -------- | ------------------------------------- | ----------------------------------------------------------------------------------------- |
|          |          | José Bono (49 ans)                    | Président de Castille-La Manche (depuis 1983)                                             |
|          |          | Rosa Díez (48 ans)                    | Députée européenne (depuis 1999)                                                          |
|          |          | Matilde Fernández (50 ans)            | Conseillère municipale de Madrid (depuis 1999) Ministre des Affaires sociales (1988-1993) |
|          |          | José Luis Rodríguez Zapatero (39 ans) | Député aux Cortes Generales (depuis 1986)                                                 |

## Déroulement
Le congrès est convoqué les 21, 22 et 23 juillet 2000.
La rédaction de la motion d'orientation politique est coordonnée par Cristina Alberdi, membre de la direction provisoire et présidente de la Fédération socialiste madrilène-PSOE.

## Résultats
Le 22 juillet, José Luis Rodríguez Zapatero est élu secrétaire général du PSOE : il obtient 414 suffrages sur 993 exprimés, seulement neuf de plus que José Bono. Le lendemain, sa liste pour la commission exécutive fédérale reçoit le soutien de 90,11 % des votants.

### Élection du secrétaire général
| Candidat       | Candidat                     | Voix | %     |
| -------------- | ---------------------------- | ---- | ----- |
|                | José Luis Rodríguez Zapatero | 414  | 41,69 |
|                | José Bono                    | 405  | 40,79 |
|                | Matilde Fernández            | 109  | 10,98 |
|                | Rosa Díez                    | 65   | 6,54  |
|                |                              |      |       |
| Votes exprimés | Votes exprimés               | 993  | 99,80 |
| Votes blancs   | Votes blancs                 | 2    | 0,20  |
| Total          | Total                        | 995  | 100   |

### Élection de la commission exécutive
| Candidat   | Candidat                     | Voix | %     |
| ---------- | ---------------------------- | ---- | ----- |
|            | José Luis Rodríguez Zapatero | 856  | 90,11 |
|            | Votes blancs                 | 88   | 9,26  |
| Votes nuls | Votes nuls                   | 6    | 0,63  |
| Total      | Total                        | 950  | 100   |

### Composition de la commission exécutive
La commission exécutive est renouvelée dans sa quasi-intégralité, seuls quatre membres sortants — dont José Luis Rodríguez Zapatero — sont reconduits. Réduite de huit membres et avec une moyenne d'âge en baisse, elle compte de très nombreux proches du nouveau secrétaire général à des postes stratégiques tout en assurant la représentation des équilibres territoriaux du PSOE,.
| Commission exécutive fédérale                                                        | Commission exécutive fédérale |
| ------------------------------------------------------------------------------------ | ----------------------------- |
| Président                                                                            | Manuel Chaves                 |
| Secrétaire général                                                                   | José Luis Rodríguez Zapatero  |
| Secrétaire à l'Organisation et à l'Action électorale                                 | José Blanco                   |
| Secrétaire aux Relations institutionnelles                                           | Nicolás Redondo (es)          |
| Secrétaire à l'Innovation et à la Communication interne                              | Enrique Martínez Marín        |
| Secrétaire à l'International                                                         | Trinidad Jiménez              |
| Secrétaire à la Politique économique                                                 | Jordi Sevilla                 |
| Secrétaire à l'Emploi, aux Politiques sociales et à l'Immigration                    | Consuelo Rumí                 |
| Secrétaire à l'Environnement et à l'Aménagement du territoire                        | Cristina Narbona              |
| Secrétaire à l'Éducation, à l'Enseignement supérieur, à la Culture et à la Recherche | Carme Chacón                  |
| Secrétaire à l'Égalité                                                               | Micaela Navarro               |
| Secrétaire aux Libertés publiques et au Développement des communautés autonomes      | Juan Fernando López Aguilar   |
| Secrétaire aux Consommateurs et aux Usagers                                          | Isabel Pozuelo                |
| Secrétaire aux Relations avec les ONG et aux Mouvements sociaux                      | Leire Pajín                   |
| Secrétaire aux Villes et à la Politique municipale                                   | Álvaro Cuesta                 |
| Membre                                                                               | Emilio Pérez Touriño          |
| Membre                                                                               | José Montilla                 |
| Membre                                                                               | Francesc Antich               |
| Membre                                                                               | José Luis Asenjo              |
| Membre                                                                               | Lentxu Rubial (es)            |
| Membre                                                                               | Ramón Ortiz                   |
| Membre                                                                               | Basilia Sanz                  |
| Membre                                                                               | Marcelino Iglesias            |
| Membre                                                                               | Gloria Calero (ca)            |
| Membre                                                                               | José María Barreda            |